# Balti lánc

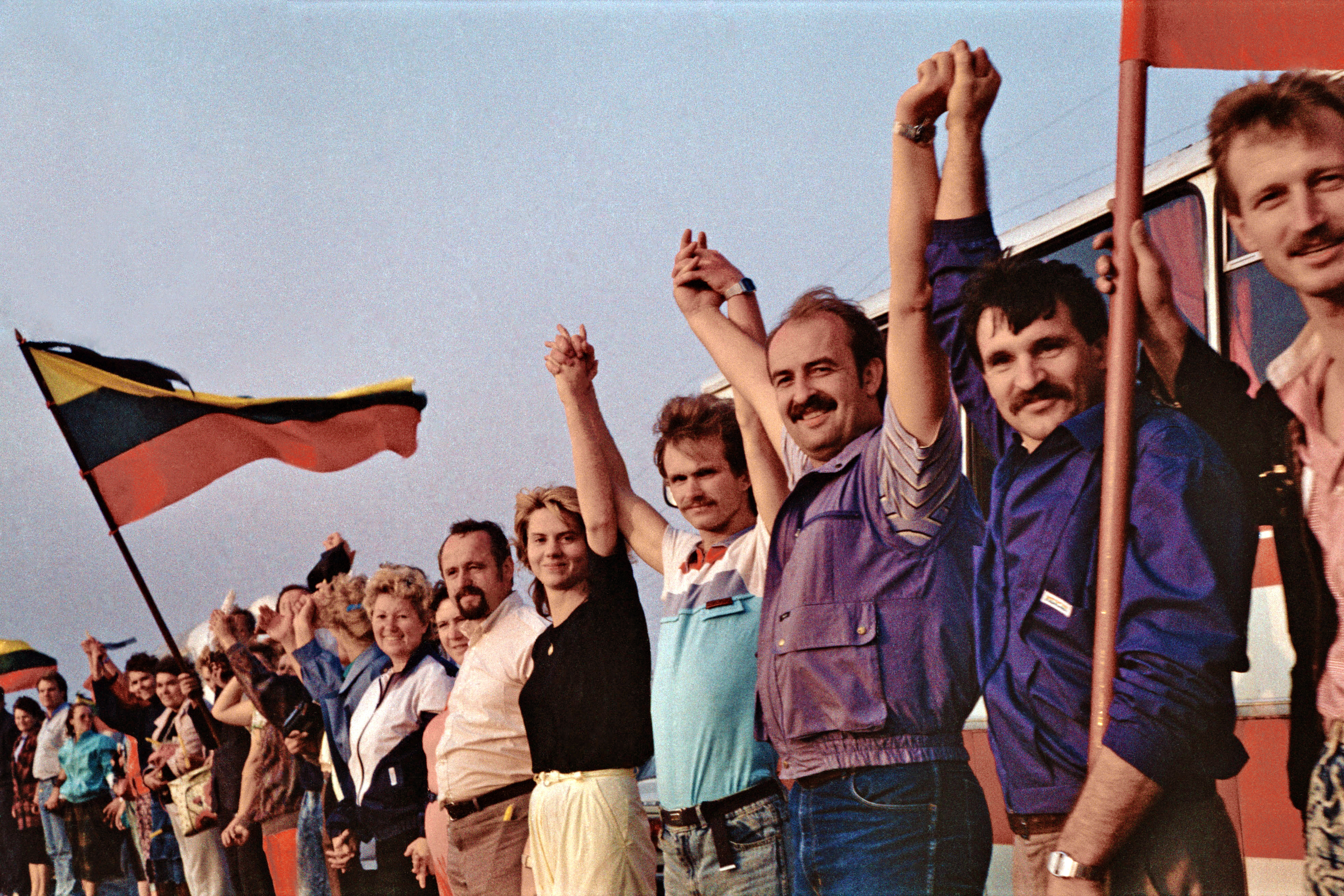
A balti élőlánc résztvevői Litvániában

A balti lánc, vagy balti út (észtül: Balti kett, lettül: Baltijas ceļš, litvánul: Baltijos kelias) békés politikai demonstráció volt a szovjet megszállás alatt lévő három balti államban, Észtországban, Lettországban és Litvániában 1989. augusztus 23-án. Az eseményen mintegy kétmillió ember vett részt, akik egymás kezét fogva több mint 600 km-es élőláncot alkottak a Baltikumban, a fővárosokat is összekötve. A demonstrációt a Molotov–Ribbentrop-paktum aláírásának 50. évfordulója alkalmából rendezték meg. Célja a világ közvéleményének felhívása volt a balti államok függetlenségének elvesztéséhez vezető német–szovjet egyezmény titkos záradékára, valamint kifejezte a három balti állam népeinek szolidaritását. A demonstráció a balti államok függetlenségi mozgalmainak csúcspontja volt, és jelentős lökést adott Észtország, Lettország és Litvánia függetlenségének 1991-es visszaállításához. Az élőláncot a három ország függetlenségi mozgalma, az észt Népfront (Rahvarinne), a Lett Népfront (Latvijas Tautas fronte) és a Litván Reformmozgalom (Sąjūdis) szervezte. Később augusztus 23-át az Európai Unióban a totalitárius diktatúrák áldozatainak európai emléknapjává nyilvánították. A balti lánc 2009-ben felkerült a UNESCO Világemlékezet listájára.